# Ward (Colorado)
Ward é uma cidade  localizada no estado americano de Colorado, no Condado de Boulder.

## Demografia
Segundo o censo americano de 2000, a sua população era de 169 habitantes.
Em 2006, foi estimada uma população de 165, um decréscimo de 4 (-2.4%).

## Geografia
De acordo com o United States Census Bureau tem uma área de
1,5 km², dos quais 1,5 km² cobertos por terra e 0,0 km² cobertos por água. Ward localiza-se a aproximadamente 2789 m acima do nível do mar.

## Localidades na vizinhança
O diagrama seguinte representa as localidades num raio de 24 km ao redor de Ward.